# 정우태
정우태(丁宇泰, 1961년 10월 10일 ~ )는 대한민국 제8·9대 전라남도의원이었다.

## 학력
- 관산국민학교 졸업
- 장흥관산중학교 졸업
- 광주동신고등학교 졸업

## 경력
- 관산읍 농민회 회장
- 관산농협 이사
- 장흥군 농민회 회장
- 2009.04 ~ 2010.06 제8대 전라남도의회 의원
- 2009.04 ~ 2010.06 제8대 전라남도의회 후반기 기획행정위원회 위원
- 2009.04 ~ 2010.06 제8대 전라남도의회 후반기 예산결산특별위원회 위원
- ~ 2011.12 민주노동당 전남도당 특별위원장
- 2010.07 ~ 2014.06 제9대 전라남도의회 의원
- 2010.07 ~ 2012.07 제9대 전라남도의회 전반기 기획사회위원회 위원
- 2010.07 ~ 2012.07 제9대 전라남도의회 전반기 예산결산특별위원회 위원
- 2011.12 ~ 2014.12 통합진보당
- 2012.07 ~ 2014.06 제9대 전라남도의회 후반기 농수산위원회 위원
- 2012.07 ~ 2014.06 제9대 전라남도의회 후반기 예산결산특별위원회 위원

## 역대 선거 결과
|  | 48.84% |

|  | 45.31% |

|  | 33.25% |